# Karol Szenajch
Karol Wilhelm Szenajch (született: Schöneich) (Varsó, 1907. február 11. – Kanada, Québec, Montréal, 2001. augusztus 1.) lengyel jégkorongozó, olimpikon.
Az 1928. évi téli olimpiai játékokon játszott a jégkorongtornán a lengyel csapatban. A B csoportba kerültek, ahol rajtuk kívül csak kettő csapat volt. Első mérkőzésükön 2–2-es döntetlent játszottak a svédekkel, majd egy szoros mérkőzésen 3–2-re kikaptak a csehszlovák csapattól. A csoportban az utolsó helyen végeztek 1 ponttal. Összesítésben a 9. lettek. Szenajch csak a csehszlovákok elleni mérkőzésen játszott és nem ütött gólt.
Részt vett még 3 jégkorong-világbajnokságon. Az 1930-ason, az 1931-esen, az 1933-as jégkorong-világbajnokságon. Az 1931-es világbajnokság jégkorong-Európa-bajnokságnak is számított és így ezüstérmesek lettek
Klubcsapata a Legia Varsó volt.
Unokatestvére, Aleksander Szenajch is olimpikon volt, aki az 1924. évi nyári olimpiai játékokon vett részt atlétikában